# Sterling Gibbs
Sterling Gibbs (Scotch Plains, New Jersey; 17 de julio de 1993) es un baloncestista estadounidense que pertenece a la plantilla del BC Neptūnas Klaipėda de la LKL lituana. Con 1,88 metros de estatura, juega en la posición de base.

## Trayectoria deportiva
Es un base formado a caballo entre Texas Longhorns, Seton Hall Pirates y Connecticut Huskies. Tras no ser elegido en draft en 2016, su primera experiencia profesional fue en Europa en las filas del EGIS Körmend húngaro, donde realizó una gran temporada con 14.4 puntos y 3.3 asistencias en la liga húngara y 15,2 puntos y 3,6 asistencias en la Eurocup.
En agosto de 2017 firmó contrato por el BC Nizhni Nóvgorod por dos temporadas, pero fue desvinculado del club poco después.
El 26 de diciembre de 2020 firmó por el Antwerp Giants de la PBL belga.
El 3 de agosto de 2021, firma por el ČEZ Nymburk de la NBL checa.
En la temporada 2022-23, firma por el Twarde Pierniki Toruń de la PLK polaca.

### Selección nacional
En 2009 participó con la selección júnior de Estados Unidos en el Campeonato FIBA Américas Sub-16 celebrado en Argentina, donde su equipo se proclamó campeón.
Al año siguiente representó a su país en el torneo de baloncesto 3x3 de los Juegos Olímpicos de la Juventud Singapur 2010.

## Vida privada
Gibbs tiene dos hermanos, Ashton Gibbs y TJ Gibbs, que también han jugado al baloncesto profesionalmente fuera de los Estados Unidos.